# Garner (Familienname)
Garner ist ein englischer Familienname.

## Namensträger
- Alan Garner (* 1934), britischer Fantasyautor
- Alfred Buckwalter Garner (1873–1930), US-amerikanischer Politiker
- Alice Garner (* 1969), australische Schauspielerin
- Andrea Garner (* 1979), US-amerikanische Basketballspielerin
- Arthur Garner (1851–nach 1898), australischer Schauspieler und Theaterunternehmer
- Ben Garner (Fußballtrainer) (* 1980), englischer Fußballtrainer
- Ben Garner (Squashspieler) (* 1980), englischer Squashspieler
- Erroll Garner (1921–1977), US-amerikanischer Jazz-Pianist
- Eric Garner (1970–2014), US-amerikanisches Opfer eines Polizeieinsatzes, siehe Todesfall Eric Garner
- Ettie Garner (1869–1948), Gattin des US-Vizepräsidenten John Nance Garner
- Françoise Garner (1933–2024), französische Opernsängerin
- Helen Garner (* 1942), australische Schriftstellerin und Drehbuchautorin
- Hugh Garner (1913–1979), kanadischer Schriftsteller
- Jack Garner (1926–2011), US-amerikanischer Schauspieler und Sportler
- James Garner (1928–2014), US-amerikanischer Schauspieler
- James Garner (Fußballspieler) (* 2001), englischer Fußballspieler
- James Bert Garner (1870–1960), US-amerikanischer Chemiker und Erfinder
- James Wilford Garner (1871–1938), US-amerikanischer Politikwissenschaftler
- Jan Garner (* 1981), deutscher Boulespieler
- Jay Garner (* 1938), US-amerikanischer Funktionär
- Jennifer Garner (* 1972), US-amerikanische Schauspielerin
- Joe Garner (* 1988), englischer Fußballspieler
- Joel Garner (* 1952), westindischer Cricketspieler
- John Garner (Golfspieler) (* 1947), englischer Golfspieler
- John Garner (Schlagzeuger) (1952–2015), US-amerikanischer Rocksänger und Schlagzeuger
- John Donald Garner (* 1931), britischer Diplomat
- John Nance Garner (1868–1967), US-amerikanischer Politiker
- Joseph Garner, Baron Garner (1908–1983), britischer Diplomat
- Julia Garner (* 1994), US-amerikanische Schauspielerin
- Kelli Garner (* 1984), US-amerikanische Schauspielerin
- Larry Garner (* 1952), US-amerikanischer Bluesmusiker
- Linton Garner (1915–2003), US-amerikanischer Jazz-Pianist
- Lucy Garner (* 1994), britische Radrennfahrerin
- Marcellite Garner (1910–1993), US-amerikanische Synchronsprecherin
- Margaret Garner (um 1834–1858), US-amerikanische Sklavin
- Mary Texas Hurt Garner (1928–1997), US-amerikanische Politikerin
- Peggy Ann Garner (1932–1984), US-amerikanische Filmschauspielerin
- Richard Lynch Garner (1848–1920), US-amerikanischer Zoologe
- Robert Garner (* 1960), britischer Politikwissenschaftler
- Robert Francis Garner (1920–2000), US-amerikanischer römisch-katholischer Geistlicher und Weihbischof in Newark
- Sarah Garner (* 1971), US-amerikanische Ruderin
- Shay Garner, US-amerikanische Schauspielerin
- Tim Garner (* 1970), englischer Squashspieler
- Wendell Garner (1921–2008), Psychologe